# Ronde van Italië 2013
De 96e editie van de Ronde van Italië werd  verreden van 4 tot en met 26 mei 2013. De ronde ging van start in Napels en eindigde in Brescia. Deze ronde maakt deel uit van de UCI World Tour 2013.
In deze editie waren in elke etappe bonificatieseconden (20, 12 en 8) te verdienen voor de top drie aan de eindstreep. Er waren  twee tussensprints per etappe met 5, 3 en 2 seconden bonificatie.
Deze editie werd gewonnen door de Italiaanse renner Vincenzo Nibali van de ploeg Astana. De Brit Mark Cavendish won vijf van de eenentwintig etappes en pakte zo het puntenklassement. De Italiaan Stefano Pirazzi wist het bergklassement te winnen. De Colombiaan Carlos Betancur was de snelste renner in het jongerenklassement. Het ploegenklassement is gewonnen door de Britse Sky ProCycling ploeg.

## Deelnemers
Naast de negentien WorldTour-teams die verzekerd waren van deelname, kregen vier ProContinentale ploegen een uitnodiging voor deze editie. Androni Giocattoli kwam als eerste ploeg in aanmerking door haar eerste plaats in het ploegenklassement 2012 van de Coppa Italia. De overige drie wildcards werden uitgedeeld aan Colombia, Vini Fantini-Selle Italia en Bardiani Valvole-CSF Inox die gekozen werden uit de tien ploegen die een wildcard hadden aangevraagd. MTN-Qhubeka was een van de gegadigden voor een wildcard, maar had zijn aanvraag later weer ingetrokken.
| 19 UCI World Tour-ploegen | 19 UCI World Tour-ploegen | 19 UCI World Tour-ploegen | 4 wildcards               |
| ------------------------- | ------------------------- | ------------------------- | ------------------------- |
| AG2R-La Mondiale          | FDJ                       | Omega Pharma-Quick Step   | Androni Giocattoli        |
| Argos-Shimano             | Team Garmin-Sharp         | Orica-GreenEdge           | Colombia                  |
| Astana Pro Team           | Lampre-Merida             | RadioShack-Leopard        | Vini Fantini-Selle Italia |
| Blanco Pro Cycling        | Lotto-Belisol             | Saxo-Tinkoff              | Bardiani Valvole-CSF Inox |
| BMC Racing Team           | Katjoesja Team            | Sky ProCycling            |                           |
| Cannondale Pro Cycling    | Team Movistar             | Vacansoleil-DCM           |                           |
| Euskaltel-Euskadi         |                           |                           |                           |

### Nederlandse deelnemers
Met een recordaantal van zeventien Nederlandse deelnemers was Nederland na Italië de grootste leverancier van renners. Het grootste aantal renners reed voor twee van de drie Nederlandse World Tour-ploegen, Blanco Pro Cycling en Vacansoleil-DCM. Zij leverde negen, vijfmaal Blanco en viermaal Vacansoleil, van de zeventien renners. De volgende Nederlandse renners stonden aan de start van Ronde van Italië 2013.
- Robert Gesink, Stef Clement, Wilco Kelderman, Steven Kruijswijk en Maarten Tjallingii (Blanco Pro Cycling)
- Martijn Keizer, Maurits Lammertink, Pim Ligthart en Rob Ruijgh (Vacansoleil-DCM)
- Dirk Bellemakers en Brian Bulgaç (Lotto-Belisol)
- Jens Mouris en Pieter Weening (Orica-GreenEdge)
- Koen de Kort en Albert Timmer (Argos-Shimano)
- Thomas Dekker (Team Garmin-Sharp)
- Karsten Kroon (Team Saxo-Tinkoff)

Karsten Kroon was de eerste Nederlandse uitvaller. Hij begon niet aan de veertiende etappe omdat hij last had van bronchitis. De tweede Nederlandse uitvaller was Robert Gesink. Na de klimtijdrit in de achttiende etappe besloot hij niet verder te gaan in verband met ziekte.

### Belgische deelnemers
Voor België doen er veertien renners mee aan de Ronde van Italië 2013. Hiermee zijn ze ook een van de vijf landen die de meeste renners leveren. Het grootste gedeelte van de dertien Belgen rijdt bij de twee Belgische World Tour-ploegen Lotto-Belisol en Omega Pharma-Quick Step. Zij leveren acht, beide vier, van de veertien renners. De volgende Belgische renners stonden aan de start van Ronde van Italië 2013.
- Francis De Greef, Kenny Dehaes, Gert Dockx en Frederik Willems (Lotto-Belisol)
- Iljo Keisse, Serge Pauwels, Gert Steegmans en Julien Vermote (Omega Pharma-Quickstep)
- Frederik Veuchelen en Willem Wauters (Vacansoleil-DCM)
- Maarten Wynants (Blanco Pro Cycling)
- Klaas Lodewyck (BMC Racing Team)
- Jens Keukeleire (Orica-GreenEdge)
- Bert De Backer (Argos-Shimano)

Klaas Lodewyck was de eerste Belgische uitvaller in de zevende etappe. De BMC renner kon niet meer verder omdat hij last had van griep. De tweede uitvaller was Gert Steegmans. Hij stapte de Ronde van Italië 2013/Veertiende etappe niet meer op omdat hij te veel last ondervond van maagproblemen. In de Ronde van Italië 2013/Zestiende etappe viel de derde Belg uit. Maarten Wynants kon niet meer verder in verband met ziekte.

### Uitvallers
De ronde van Italië 2013 begon met een recordaantal van 207 renners. Door de vele etappes met slechte weersomstandigheden waren er echter ook veel uitvallers. Veel renners haalde het einde niet omdat ze op moesten geven met griep of met verwondingen van valpartijen. In totaal waren er 38 uitvallers. De andere 169 renners hebben de ronde van Italië wel uitgereden. De volgende renners wisten de Giro 2013 niet tot een succesvol einde te brengen.
- De Fransman Sandy Casar (FDJ) is in de vierde etappe niet gestart vanwege een breuk in zijn handwortelbeentje.[11]
- De Spanjaard Pablo Urtasun (Euskaltel-Euskadi) heeft de vijfde etappe niet uitgereden vanwege een val in de eerste etappe.[12]
- De Chinees Ji Cheng (Argos-Shimano) is niet gestart in de zesde etappe vanwege ziekte.[13]
- De Australiër Leigh Howard (Orica-GreenEdge) is in de zevende etappe niet gestart vanwege een gebroken sleutelbeen.[14]
- De Belg Klaas Lodewyck (BMC Racing Team) is in de zevende etappe niet gestart vanwege een griep.[9]
- De Italiaan Mattia Cattaneo (Lampre-Merida) heeft de zevende etappe niet uitgereden vanwege een val aan het begin van de etappe.[9]
- De Fransman Julien Bérard (AG2R-La Mondiale) is in de achtste etappe niet gestart vanwege een gebroken sleutelbeen.[15]
- De Italiaan Francesco Chicchi (Vini Fantini-Selle Italia) is in de negende etappe niet gestart vanwege ziekte.[16]
- De Venezolaan Tomás Gil (Androni Giocattoli) heeft de negende etappe niet uitgereden.[16]
- De Fransman Arnold Jeannesson (FDJ) heeft de negende etappe niet uitgereden nadat hij te veel last ondervond van een val in de zevende etappe.[17]
- De Spanjaard Ángel Vicioso (Team Katjoesja) heeft de negende etappe niet uitgereden vanwege een gebroken pols.[16]
- De Duitser John Degenkolb (Argos-Shimano) is niet gestart in de tiende etappe, omdat hij zich niet goed genoeg voelt om de bergen te overleven.[18]
- De Colombiaan Carlos Quintero (Colombia) heeft de tiende etappe niet uitgereden.
- De Italiaan Fabio Taborre (Vini Fantini-Selle Italia) heeft de tiende etappe niet uitgereden.
- De Fransman Sylvain Georges (AG2R-La Mondiale) is in de elfde etappe niet van start gegaan vanwege een positieve dopingtest.[19]
- De Deen Matti Breschel (Team Saxo-Tinkoff) is in de twaalfde etappe niet gestart vanwege een knieblessure.[20]
- De Colombiaan Dalivier Navarro (Colombia) heeft de twaalfde etappe niet uitgereden.
- De Brit Bradley Wiggins (Sky ProCycling) is in de dertiende etappe niet gestart wegens een infectie in de borststreek.[21]
- De Canadees Ryder Hesjedal (Team Garmin-Sharp) is in de dertiende etappe niet gestart door ziekte (wat precies is nog onbekend)[21]
- De Fransman Nacer Bouhanni (FDJ) is in de dertiende etappe niet gestart.[22]
- De Nederlander Karsten Kroon (Team Saxo-Tinkoff) is in de veertiende etappe niet gestart vanwege bronchitis.[7]
- De Italiaan Daniele Bennati (Team Saxo-Tinkoff) is in de veertiende etappe niet gestart door aanhoudende ziekte.[7]
- De Belg Gert Steegmans (Omega Pharma-Quickstep) is in de veertiende etappe niet gestart vanwege maagproblemen.[7]
- De Australiër Jack Bobridge (Blanco Pro Cycling) is in de veertiende etappe niet gestart vanwege aanhoudende problemen door een valpartij eerder in deze ronde.[7]
- De Italiaan Enrico Battaglin (Bardiani Valvole-CSF Inox) heeft de veertiende etappe niet uitgereden. Door een val heeft hij een rib gebroken.[23]
- De Italiaan Alessandro Vanotti (Astana) heeft de veertiende etappe niet uitgereden. Door een val heeft hij een sleutelbeen gebroken.[23]
- De Brit David Millar (Team Garmin-Sharp) heeft de veertiende etappe niet uitgereden.[24]
- De Fransman Anthony Roux (FDJ) is in de zestiende etappe niet gestart.[10]
- De Amerikaan Taylor Phinney (BMC Racing Team) is in de zestiende etappe niet gestart vanwege zadelpijn.[10]
- De Belg Maarten Wynants (Blanco Pro Cycling) is in de zestiende etappe niet gestart vanwege ziekte.[10]
- De Italiaan Mattia Gavazzi (Androni Giocattoli) is na de zestiende etappe uit de koers gezet wegens te lang aan de volgauto vasthouden.[25]
- De Australiër Matthew Goss (Orica-GreenEdge) heeft de zestiende etappe niet uitgereden.
- De Australiër Nathan Haas (Team Garmin-Sharp) heeft de zestiende etappe niet uitgereden.
- De Rus Dmitri Kozontsjoek (Team Katjoesja) heeft de zestiende etappe niet uitgereden.
- De Nieuw-Zeelander Hayden Roulston (RadioShack-Leopard) is in de zeventiende etappe niet gestart.
- De Rus Maksim Belkov (Team Katjoesja) is buiten tijd geeïndigd in de achttiende etappe.
- De Nederlander Robert Gesink (Blanco Pro Cycling) is niet meer gestart in de twintigste etappe wegens ziekte.[8]
- De Italiaan Danilo Di Luca (Vini Fantini-Selle Italia) is betrapt op het gebruik van doping en daarom uit de koers gezet voor de twintigste etappe.[26]
- De Sloveen Grega Bole (Vacansoleil-DCM) heeft de twintigste etappe niet uitgereden.

## Doping
Er waren twee dopinggevallen in de ronde van Italië 2013. Het eerste was de Fransman Sylvain Georges die rijdt voor het Franse AG2R-La Mondiale. Georges testte aan het einde van de zevende etappe positief in het a-staal op het middel heptaminol. De renner werd nog niet geschorst, maar besloot zelf niet meer deel te nemen aan de elfde etappe. De ploegleider van AG2R-La Mondiale, Vincent Lavenu, verklaarde dat de positieve test ontstond door een stomme fout. Zo zou Georges een middel gebruikt hebben tegen zware benen, waarvan hij dacht dat het niet verboden was. Georges vroeg nog een contra-expertise aan, maar ook de bij het b-staal werd positief getest op het middel heptaminol. De UCI heeft de Franse nationale wielerbond gevraagd actie te ondernemen.
Op 24 mei 2013 werd bekendgemaakt dat de Italiaan Danilo Di Luca positief getest had op epo. De Italiaan zou positief getest hebben bij een 'out-of-competition'-controle vijf dagen voor de start van de Giro. Dit was twee dagen nadat hij een contract tekende bij het Italiaanse Vini Fantini-Selle Italia om de ronde van Italië 2013 te kunnen rijden. Di Luca, die in 2009 al positief testte op de epovariant cera, werd door de UCI onmiddellijk geschorst tot de Italiaanse wielerbond een straf heeft bepaald.
Ook de ploegmaat van Di Luca, Mauro Santambrogio testte positief.

## Route
Het rittenschema van deze Giro werd op 30 september 2012 in Milaan bekendgemaakt. Het parcours werd vooral in Noord-Italië verreden en maakte een uitstap naar Frankrijk. In het routeschema waren drie tijdritten opgenomen: er werd begonnen met een ploegentijdrit, waarna later in de eerste week een vlakke individuele tijdrit volgde en in de achttiende etappe nog een klimtijdrit op het programma stond.
Het zwaartepunt van de editie van 2013 viel na de eerste rustdag wanneer het Alpengebied bereikt werd. Er waren drie blokken in het hooggebergte. Ten gevolge van het slechte weer werden een aantal beklimmingen geannuleerd (zie verder).
De eerste dagen van de ronde stonden vooral in het teken van de sprinters en avonturiers. Tot de eerste rustdag stonden er alleen vlakke en lichte heuveletappes op het programma en de sprinters moesten zich hier laten gelden.

### Slecht weer
Waar al verschillende renners last kregen van de zware regenval in de eerste twee weken van de Ronde van Italië 2013, kregen ze in de laatste week in de bergen nog eens te maken met sneeuw. De organisatie besloot daarom om enkele alpenbeklimmingen uit de etappes te halen. Op de ochtend van de veertiende etappe werd bekendgemaakt dat de beklimming naar Sestriere, op veertig kilometer voor de eindstreep, uit de etappe gehaald zou worden. De beklimming naar de Jafferau in Bardonecchia vond wel doorgang, al waren er van deze etappe enkel beelden van de laatste 400 meter, dit door de hevige mist op de slotklim.
Op vrijdag 17 mei werd bekendgemaakt dat het peloton de Col du Mont Cenis en de Col du Galibier tijdens de vijftiende etappe niet zou beklimmen. De beklimming van de Col du Telegraphe op zondag zou wel beklommen worden. Op de avond van 18 mei 2013 werd echter bekendgemaakt dat de Col du Mont Cenis alsook de slotklim op de Galibier toch aangedaan zouden worden. Er werd niet volledig tot op de top gereden: de laatste 4,2 kilometer van de etappe werden geschrapt. De nieuwe eindstreep lag uiteindelijk na 144,7 kilometer bij het monument van Marco Pantani. Tijdens de beklimming van de Col du Mont Cenis reed het peloton in gesloten slagorde naar boven.
Ook in de Italiaanse Alpen kreeg het peloton te maken met zware weersomstandigheden. Zo werd het slot van de klimtijdrit in de achttiende etappe in zware regenval verreden. Al voor de klimtijdrit had de organisatie aangekondigd dat het peloton in de negentiende etappe de Gavia- en Stelviopas niet zou beklimmen. In plaats daarvan zou het peloton in een honderdzestig kilometer (eerst 139 kilometer) lange etappe over de Passo del Tonale en Passo Castrini, twee klimmen van respectievelijk de tweede en eerste categorie, rijden. De slotklim naar Val Martello, eveneens eerste categorie, zou ook in het parcours blijven. Echter, op 24 mei 2013, de dag van de negentiende etappe, besloot de organisatie dat de volledige etappe geannuleerd zou worden.
De twintigste etappe werd naar aanleiding van het slechte weer ook weer flink aangepast. Zo werden de beklimmingen van de Passo di Costalunga, Passo San Pellegrino en Passo di Ghau uit het parcours geschrapt. De slotklim naar Tre Cime di Lavaredo bleef wel op het programma staan in de laatste bergrit van de ronde van Italië 2013. De totale afstand van de twintigste etappe werd na de parcourswijziging 210 kilometer.

### Etappe-overzicht
| Datum  | Etappe  | Start - Finish                          | Afstand | Type                | Winnaar                                                                                | Ploeg                                                                                  | Klassementsleider |
| ------ | ------- | --------------------------------------- | ------- | ------------------- | -------------------------------------------------------------------------------------- | -------------------------------------------------------------------------------------- | ----------------- |
| 4 mei  | 1       | Napels - Napels                         | 130 km  | Vlakke rit          | Mark Cavendish                                                                         | Omega Pharma-Quickstep                                                                 | Mark Cavendish    |
| 5 mei  | 2       | Ischia - Forio                          | 17,4 km | Ploegentijdrit      | Sky Procycling (Cataldo, Henao, Knees, Pate, Puccio, Siwtsjow, Urán, Wiggins & Zandio) | Sky Procycling (Cataldo, Henao, Knees, Pate, Puccio, Siwtsjow, Urán, Wiggins & Zandio) | Salvatore Puccio  |
| 6 mei  | 3       | Sorrento - Marina di Ascea              | 222 km  | Heuvelrit           | Luca Paolini                                                                           | Team Katjoesja                                                                         | Luca Paolini      |
| 7 mei  | 4       | Policastro Bussentino - Serra San Bruno | 246 km  | Heuvelrit           | Enrico Battaglin                                                                       | Bardiani Valvole-CSF Inox                                                              | Luca Paolini      |
| 8 mei  | 5       | Cosenza - Matera                        | 203 km  | Vlakke rit          | John Degenkolb                                                                         | Argos-Shimano                                                                          | Luca Paolini      |
| 9 mei  | 6       | Mola di Bari - Margherita di Savoia     | 169 km  | Vlakke rit          | Mark Cavendish                                                                         | Omega Pharma-Quickstep                                                                 | Luca Paolini      |
| 10 mei | 7       | San Salvo - Pescara                     | 177 km  | Heuvelrit           | Adam Hansen                                                                            | Lotto-Belisol                                                                          | Beñat Intxausti   |
| 11 mei | 8       | Gabicce Mare - Saltara                  | 54,8 km | Individuele tijdrit | Alex Dowsett                                                                           | Team Movistar                                                                          | Vincenzo Nibali   |
| 12 mei | 9       | Sansepolcro - Florence                  | 170 km  | Heuvelrit           | Maksim Belkov                                                                          | Team Katjoesja                                                                         | Vincenzo Nibali   |
| 13 mei | Rustdag | Rustdag                                 | Rustdag | Rustdag             | Rustdag                                                                                | Rustdag                                                                                | Rustdag           |
| 14 mei | 10      | Cordenons - Altopiano del Montasio      | 167 km  | Bergrit             | Rigoberto Urán                                                                         | Sky ProCycling                                                                         | Vincenzo Nibali   |
| 15 mei | 11      | Tarvisio - Vajont                       | 182 km  | Heuvelrit           | Ramūnas Navardauskas                                                                   | Team Garmin-Sharp                                                                      | Vincenzo Nibali   |
| 16 mei | 12      | Longarone - Treviso                     | 134 km  | Vlakke rit          | Mark Cavendish                                                                         | Omega Pharma-Quickstep                                                                 | Vincenzo Nibali   |
| 17 mei | 13      | Busseto - Cherasco                      | 254 km  | Vlakke rit          | Mark Cavendish                                                                         | Omega Pharma-Quickstep                                                                 | Vincenzo Nibali   |
| 18 mei | 14      | Cervere - Bardonecchia                  | 181 km  | Bergrit             | Mauro Santambrogio                                                                     | Vini Fantini-Selle Italia                                                              | Vincenzo Nibali   |
| 19 mei | 15      | Cesana Torinese - Col du Galibier       | 149 km  | Bergrit             | Giovanni Visconti                                                                      | Team Movistar                                                                          | Vincenzo Nibali   |
| 20 mei | Rustdag | Rustdag                                 | Rustdag | Rustdag             | Rustdag                                                                                | Rustdag                                                                                | Rustdag           |
| 21 mei | 16      | Valloire - Ivrea                        | 238 km  | Heuvelrit           | Beñat Intxausti                                                                        | Team Movistar                                                                          | Vincenzo Nibali   |
| 22 mei | 17      | Caravaggio - Vicenza                    | 214 km  | Vlakke rit          | Giovanni Visconti                                                                      | Team Movistar                                                                          | Vincenzo Nibali   |
| 23 mei | 18      | Mori - Polsa                            | 20,6 km | Klimtijdrit         | Vincenzo Nibali                                                                        | Astana Pro Team                                                                        | Vincenzo Nibali   |
| 24 mei | 19      | Ponte di Legno - Val Martello           | 138 km  | Bergrit             | Etappe geannuleerd                                                                     | Etappe geannuleerd                                                                     | Vincenzo Nibali   |
| 25 mei | 20      | Silandro - Tre Cime di Lavaredo         | 210 km  | Bergrit             | Vincenzo Nibali                                                                        | Astana Pro Team                                                                        | Vincenzo Nibali   |
| 26 mei | 21      | Riese Pio X - Brescia                   | 197 km  | Vlakke rit          | Mark Cavendish                                                                         | Omega Pharma-Quickstep                                                                 | Vincenzo Nibali   |

## Verloop

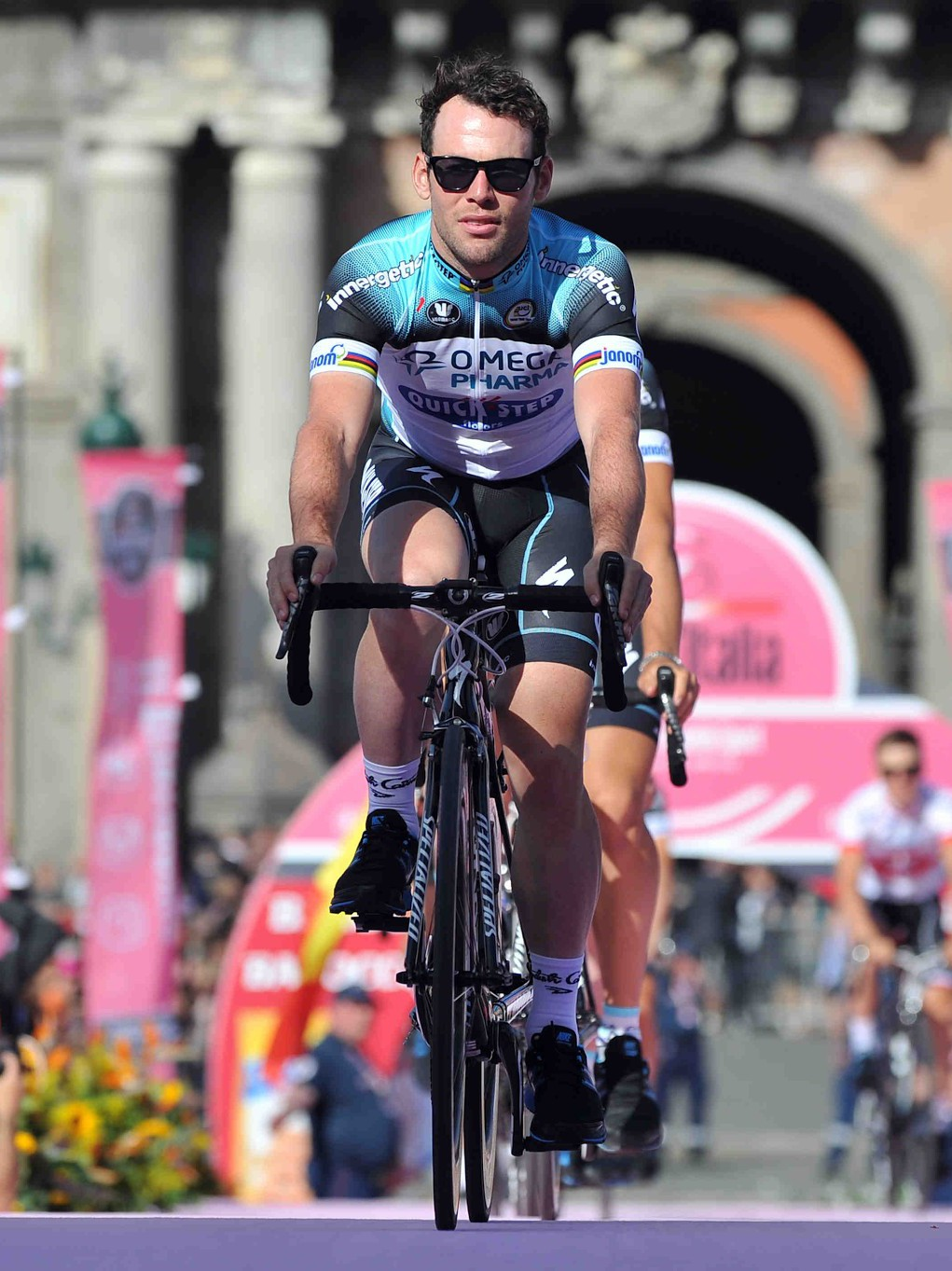
De Brit Mark Cavendish, winnaar van de eerste, zesde, twaalfde en dertiende etappe, tijdens de presentatie van de ploegen.

### De eerste week
De Ronde van Italië 2013 begon met een vlakke etappe over honderddertig kilometer. Toen de zeven ontsnapte renners terug waren gehaald, maakte het peloton zich op voor de eerste eindsprint. Deze sprint werd met overmacht gewonnen door de Brit Mark Cavendish. Hij mag dan ook als eerste aantreden in de roze trui.
De tweede etappe was een ploegentijdrit waarin de Britse Sky-formatie de snelste was. De Italiaan Salvatore Puccio nam, als best geklasseerde Sky renner, het roze over van Cavendish.
Tijdens de derde etappe kwamen de klassementsrenners voor het eerst naar voren. Onder leiding van de Canadees Ryder Hesjedal en Italiaan Valerio Agnoli werd het peloton flink uitgedund. Uiteindelijk was het de Italiaan Luca Paolini van Team Katjoesja die de beslissende aanval plaatste. In de achtervolging gingen de Nederlanders Robert Gesink en Steven Kruijswijk nog onderuit. Zij namen de Italiaanse favoriet Michele Scarponi mee. Alleen Gesink wist nog terug te keren in het peloton en zo geen tijd te verliezen. Aan de kop van de koers wist Paolini alleen naar de finish te rijden en zo de etappe te winnen en het roze over te nemen.
De vierde etappe, eveneens een heuvelrit, stond in het teken van de verschillende ontsnappingen. De laatste vlucht strandde op ongeveer vijfhonderd meter voor de eindstreep. Vervolgens was het de Italiaan Enrico Battaglin die de sprint in het uitgedunde peloton wist te winnen. De roze trui van de leider van het algemeen klassement, de Italiaan Luca Paolini, kwam niet in gevaar tijdens de etappe.
De vijfde etappe was een vlakke etappe met twee verraderlijke klimmen op het einde. Dit had tot gevolg dat de echte sprinters al waren gelost. In een van de laatste bochten ontstond een valpartij waardoor de Italiaan Marco Canola alleen op de eindstreep af leek te gaan. Het was echter de Duitser John Degenkolb die de etappe wist te winnen. Hij wist de valpartij te ontwijken en wist Canola in de laatste meters nog te passeren. Ook in de vijfde etappe kwam de roze trui van Paolini niet in gevaar.
De zesde etappe van de Ronde van Italië 2013 was de vlakste etappe. Nadat de ontsnapping van de dag was bijgehaald door het peloton ontstond er chaos door een massale valpartij waarbij onder andere de Britse topfavoriet Bradley Wiggins op achterstand kwam. Het peloton werd echter stilgelegd en zo konden de getroffen renners weer bijkomen en zich opmaken voor een massasprint. Deze sprint werd gewonnen door de Britse Mark Cavendish, die zijn tweede overwinning van de ronde pakte.
In tegenstelling tot de vlakke zesde etappe stond de zevende etappe in het teken van de vier beklimmingen in de laatste veertig kilometer. De Australiër Adam Hansen wist als enige van een kopgroep voor het peloton uit te blijven en soleerde naar de overwinning. Achter hem werd er in de regen gestreden voor het algemeen klassement. De Britse topfavoriet Bradley Wiggins kwam ten val in de laatste afdaling en de Italiaanse rozetruidrager Luca Paolini kon het tempo bergop niet bijbenen. De Blanco-ploeg en Astana-ploeg trokken het peloton aan voor hun klassementsrenners. Uiteindelijk was het de Spanjaard Beñat Intxausti die de roze trui te pakken wist te krijgen omdat de Sky-renners werden opgeofferd en zo veel tijd verloren.
De eerste individuele tijdrit stond op het programma in de achtste etappe. De top tien van het algemeen klassement werd door de vijfenvijftig kilometer lange tijdrit op zijn kop gezet. Zo verloor de Spaanse rozetruidrager Beñat Intxausti veel tijd en dus ook de leiding in het algemeen klassement. Waar de Britse topfavoriet Bradley Wiggins tijdens de zevende etappe veel tijd verloor, zette hij dit nu deels recht door de beste tijd te rijden als klassementsrenner. Ook de Italiaanse topfavoriet Vincenzo Nibali reed een goeie tijdrit en nam zo de leiding in het algemeen klassement over. De Australiër Cadel Evans en Nederlander Robert Gesink maakten na de tijdrit het podium compleet. De tijdrit werd echter niet gewonnen door de klassementsrenners. De snelste tijd over de afstand werd enkele uren eerder al geklokt door een andere Brit. Alex Dowsett reed de snelste tijd voor Wiggins en de Est Tanel Kangert.
In de laatste etappe voor de eerste rustdag werd de ontsnapping van de dag beloond. Uiteindelijk bleef de Rus Maksim Belkov alleen over op de streep. Achter de koplopers gebeurde in het klassement niets. De Italiaan Vincenzo Nibali bleef de leider in het algemeen klassement.

### Na de eerste rustdag

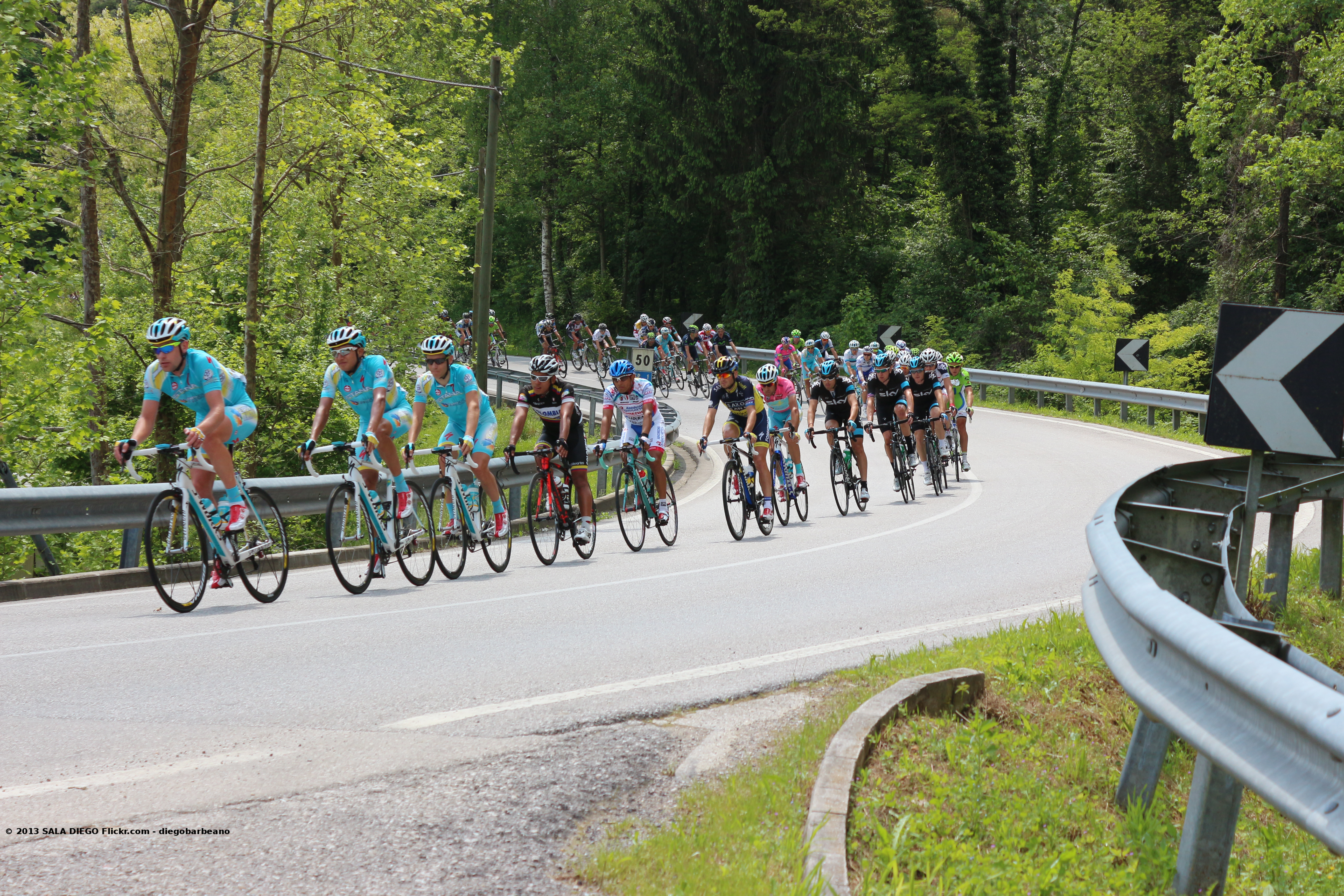
De Astana ploeg aan kop in de tiende etappe.

In de tiende etappe, de eerste na de rustdag, stonden twee beklimmingen van de eerste categorie op het programma. Op deze beklimmingen werd de Canadese titelverdediger Ryder Hesjedal op bijna twintig minuten gereden. Ook andere klassementsrenners bezweken onder de druk van de Sky ploeg. Aan de voet van de laatste beklimming was het de Colombiaan Rigoberto Urán die de beslissende aanval plaatste. Hij kon zijn weg alleen vervolgen en zo de etappe winnen. In de achtergrond was het een andere Colombiaan, Carlos Alberto Betancur, die op de tweede plek eindigde. De Italiaanse rozetruidrager Vincenzo Nibali wist daarachter nog bonificatiepunten te pakken terwijl klassementsrenners als de Brit Bradley Wiggins, de Italiaan Michele Scarponi en de Nederlander Robert Gesink tijd verloren. In het algemeen klassement bouwde Vincenzo Nibali zijn voorsprong met acht seconden uit.
De elfde etappe was er opnieuw eentje voor de kopgroep. Een kopgroep van twintig man met daarin de drie Belgen Jens Keukeleire, Frederik Veuchelen en Serge Pauwels. Het was uiteindelijk de Litouwer Ramūnas Navardauskas die het snelst was op de slotklim van de tweede categorie. Hij kwam alleen over de finish gevolgd door de Italiaan Daniel Oss. In het algemeen klassement gebeurde weinig. De Italiaan Vincenzo Nibali behield eenvoudig de leiding in het algemeen klassement.
Na de bergen in de tiende en elfde rit volgde in de twaalfde rit een vlakke etappe. In eerste instantie leek het erop dat een kopgroep met daarin de Nederlander Maurits Lammertink onderling voor de dagzege mocht gaan strijden. Toen echter de Britse topfavoriet Bradley Wiggins op achterstand kwam na een afdaling halverwege de etappe, ging het peloton rijden om Wiggins op achterstand te houden. Dit had tot gevolg dat de kopgroep op vijfhonderd meter voor de streep werd bijgehaald en er door de sprinters gesprint werd voor de overwinning. Het was weer de Brit Mark Cavendish die de sterkste was en zijn derde dagzege pakte. Het was tevens zijn honderdste overwinning.
Een dag later stond er nog een etappe op het programma voor de sprinters. Ditmaal kreeg de kopgroep minder ruimte en werd hij al op ruim dertien kilometer voor de eindsprint ingelopen. Ook een latere ontsnapping van de Italiaan Giampaolo Caruso werd ongedaan gemaakt. Uiteindelijk was het opnieuw de Brit Mark Cavendish die de beste benen had en voor zijn vierde overwinning in deze Ronde van Italië 2013 tekende.
In de veertiende etappe ging het peloton de bergen weer in, op weg naar de Franse Alpen. De Alpenetappes werden geteisterd door slecht weer. De klim naar Sestriére werd uit de rit gehaald. Uiteindelijk werd de etappe beslist op de laatste klim naar Bardonecchia. De kopgroep werd op die klim teruggepakt en samen met de Italiaan Mauro Santambrogio ging de Italiaanse rozetruidrager Vincenzo Nibali in de aanval. Nibali pakte veel tijd op zijn concurrenten, maar liet de dagzege aan zijn landgenoot. Santambrogio pakte met zijn overwinning veel tijd en steeg naar de vierde plaats in het algemeen klassement. De Nederlander Robert Gesink verloor ruim vier minuten en zakte van de vierde naar de elfde plek.
In de verkorte vijftiende etappe werd uiteindelijk wel geklommen. De eerste beklimming, die van Col du Mont Cenis, gebeurde met een geneutraliseerd peloton. Pas op de top begon de koers toen de Italiaanse blauwetruidrager Stefano Pirazzi wegsprong om de bergpunten te pakken. Hij kreeg een groep met onder andere de Nederlander Pieter Weening met zich mee. De groep ging door en begon gezamenlijk aan de klim van de beklimming van de Telegraphe. Hier konden Weening en Pirazzi het niet eens worden en waren het uiteindelijk de Italianen Matteo Rabottini en Giovanni Visconti die wegsprongen en alleen verdergingen. Visconti werd niet meer teruggepakt door het peloton en kon zo solo de Galibier bedwingen en de dagzege opeisen. In de groep klassementsrenners hield Astana de controle en zo kwam de roze trui van de Italiaan Vincenzo Nibali niet in gevaar.

### Na de tweede rustdag
De zestiende etappe kwam in het teken te staan van een grote kopgroep met daarin de Nederlanders Wilco Kelderman en Pieter Weening. Samen met een twintigtal andere renners kreeg de groep niet veel ruimte van het peloton. Uiteindelijk viel de kopgroep uiteen in verschillende kleine groepjes waarvan de groep met daarin Kelderman het langst vooruit bleef. Ook deze renners werden uiteindelijk in de laatste klim opgeslokt door het peloton met de favorieten, al was dat peloton enorm uitgedund  na de verschillende beklimmingen. Na verschillende aanvallen in het laatste vlakke gedeelte waren het uiteindelijk de Nederlander Robert Gesink, Spanjaard Beñat Intxausti, Pool Przemysław Niemiec en Est Tanel Kangert die elkaar wisten te vinden en de opening maakten. Gesink kreeg op twee kilometer voor het einde pech, zijn ketting vloog eraf, maar achteraf werd zijn achterstand ongedaan gemaakt door de organisatie. Ondertussen sprintten de drie voorop voor de dagzege. Van deze drie bleek Intxausti over de sterkste benen te beschikken, gevolgd door Kangert en Niemiec die respectievelijk tweede en derde werden.
In de vlakke zeventiende etappe waren de ogen in eerste instantie op de Britse topsprinter Mark Cavendish gericht. Maar de Brit wist de laatste klim van de vierde categorie niet te overleven. Op diezelfde klim plaatste de Italiaan Giovanni Visconti de beslissende ontsnapping. Hij kreeg op de kop van de klim dertig seconden voorsprong en wist die te behouden tot aan de streep. Achter hem won de Litouwer Ramūnas Navardauskas de sprint van het uitgedunde peloton. Navardauskas had echter gemist dat Visconti nog voor hem reed en dacht dat hij gewonnen had. Na twee voor de klassementsrenners rustige etappes is het nog steeds de Italiaan Vincenzo Nibali die na de zestiende en zeventiende etappe aan de leiding gaat.
De laatste tijdrit werd verreden in de achttiende etappe. Een klim naar Polsa over een afstand van 20,6 kilometer moesten de renners een voor een afleggen. De Nederlander Stef Clement was lange tijd de snelste renner maar hij werd voorbijgegaan door onder andere de Spanjaard Samuel Sánchez. Waar Sanchez goed reed, zakten verschillende klassementsrenners door het ijs en verloren veel tijd. Zo verloor de nummer twee in het algemeen klassement, de Australiër Cadel Evans ruim twee en een halve minuut. Uiteindelijk wist alleen de Italiaanse rozetruidrager Vincenzo Nibali de tijd van Sanchez nog te verbeteren en zo de dagzege voor zich op te eisen.
Tijdens de negentiende etappe zou het peloton opnieuw de bergen ingaan, maar naar aanleiding van aanhoudend slecht weer besloot de organisatie om de etappe te annuleren.
Ook de twintigste etappe werd aangepast vanwege de slechte weersomstandigheden. Er ontstond een kopgroep van vier man die lang vooruit bleven maar op de laatste klim naar Tre Cime di Lavaredo, die als enige wel op de route bleef, werden ze alsnog teruggepakt. Onder anderen de Nederlanders Wilco Kelderman en Pieter Weening zorgden voor de ontsnappingen uit het peloton. Geen van de ontsnappingen hield echter stand en het was uiteindelijk de Italiaanse rozetruidrager Vincenzo Nibali die zelf ten aanval trok. Hij wist weg te komen en ging solo door de sneeuw naar de dagzege toe. De Italiaan pakte nog meer voorsprong in het algemeen klassement dat hem zo niet meer kon ontgaan.
In de laatste etappe ging het peloton op weg naar Brescia in een vlakke etappe zonder bergen. Het peloton was duidelijk aan het bijkomen van drie loodzware weken in Italië. De gemiddelde snelheid kwam niet veel hoger dan 35 km/h en er kwamen geen ontsnappingen. In Brescia waren het uiteindelijk de sprintersploegen die het laatste woord kregen. De Belgische Omega Pharma-Quick Step formatie trok de sprint aan voor de Brit Mark Cavendish die zo zijn vijfde dagzege pakte.

### Na afloop
De roze trui van de Italiaan Vincenzo Nibali kwam niet meer in gevaar in de laatste vlakke etappe. De Italiaan pakte zo de eindoverwinning in de Ronde van Italië 2013. Hij wordt op bijna vijf minuten gevolgd door de Colombiaan Rigoberto Urán, die tweede werd. Op de derde plaats volgde de Australiër Cadel Evans met een achterstand van bijna zes minuten. De beste Nederlander werd Wilco Kelderman. Hij werd met een achterstand van ruim twintig minuten zeventiende in zijn eerste Giro. Francis De Greef was op de eenentwintigste plek met een achterstand van drieëndertig minuten en twintig seconden de beste Belg.
De Brit Mark Cavendish wist met de zege in de laatste etappe het puntenklassement veilig te stellen. In het bergklassement ging de winst naar de Italiaan Stefano Pirazzi. Het jongerenklassement ging naar de Colombiaan Carlos Alberto Betancur die in de laatste bergetappe de leiding overnam van de Pool Rafał Majka. Het Britse Sky ProCycling was ondanks het uitvallen van Bradley Wiggins toch de beste in het ploegenklassement.

## Overzicht klassementen
| Etappe      | Algemeen klassement | Puntenklassement  | Bergklassement    | Jongerenklassement | Ploegenklassement  |
| 1           | Mark Cavendish      | Mark Cavendish 1  | Giovanni Visconti | Elia Viviani 2     | Orica-GreenEdge    |
| 2           | Salvatore Puccio    | Mark Cavendish 1  | Giovanni Visconti | Salvatore Puccio 3 | Sky ProCycling     |
| 3           | Luca Paolini        | Luca Paolini 4    | Willem Wauters    | Fabio Aru          | Team Katjoesja     |
| 4           | Luca Paolini        | Luca Paolini 4    | Giovanni Visconti | Fabio Aru          | Team Katjoesja     |
| 5           | Luca Paolini        | Luca Paolini 4    | Giovanni Visconti | Fabio Aru          | Team Katjoesja     |
| 6           | Luca Paolini        | Mark Cavendish    | Giovanni Visconti | Fabio Aru          | Team Katjoesja     |
| 7           | Beñat Intxausti     | Mark Cavendish    | Giovanni Visconti | Rafał Majka        | Team Katjoesja     |
| 8           | Vincenzo Nibali     | Mark Cavendish    | Giovanni Visconti | Wilco Kelderman    | Astana Pro Team    |
| 9           | Vincenzo Nibali     | Cadel Evans       | Stefano Pirazzi   | Wilco Kelderman    | Blanco Pro Cycling |
| 10          | Vincenzo Nibali     | Cadel Evans       | Stefano Pirazzi   | Rafał Majka        | Sky ProCycling     |
| 11          | Vincenzo Nibali     | Cadel Evans       | Stefano Pirazzi   | Rafał Majka        | Sky ProCycling     |
| 12          | Vincenzo Nibali     | Mark Cavendish    | Stefano Pirazzi   | Rafał Majka        | Sky ProCycling     |
| 13          | Vincenzo Nibali     | Mark Cavendish    | Stefano Pirazzi   | Rafał Majka        | Sky ProCycling     |
| 14          | Vincenzo Nibali     | Mark Cavendish    | Stefano Pirazzi   | Rafał Majka        | Sky ProCycling     |
| 15          | Vincenzo Nibali     | Mark Cavendish    | Stefano Pirazzi   | Carlos Betancur    | Sky ProCycling     |
| 16          | Vincenzo Nibali     | Mark Cavendish    | Stefano Pirazzi   | Carlos Betancur    | Sky ProCycling     |
| 17          | Vincenzo Nibali     | Mark Cavendish    | Stefano Pirazzi   | Carlos Betancur    | Sky ProCycling     |
| 18          | Vincenzo Nibali     | Mark Cavendish    | Stefano Pirazzi   | Rafał Majka        | Sky ProCycling     |
| 19 5        | Vincenzo Nibali     | Mark Cavendish    | Stefano Pirazzi   | Rafał Majka        | Sky ProCycling     |
| 20          | Vincenzo Nibali     | Vincenzo Nibali 6 | Stefano Pirazzi   | Carlos Betancur    | Sky ProCycling     |
| 21          | Vincenzo Nibali     | Mark Cavendish    | Stefano Pirazzi   | Carlos Betancur    | Sky ProCycling     |
| Einduitslag | Vincenzo Nibali     | Mark Cavendish    | Stefano Pirazzi   | Carlos Betancur    | Sky ProCycling     |

 1  Gedragen door de Italiaan Elia Viviani tijdens de tweede etappe.

 2  Gedragen door de Fransman Nacer Bouhanni tijdens de tweede etappe.

 3  Gedragen door de Brit Alex Dowsett tijdens de derde etappe.

 4  Gedragen door de Brit Mark Cavendish tijdens de vierde etappe.

 4  Gedragen door de Australiër Cadel Evans tijdens de vijfde etappe.

 4  Gedragen door de Duitser John Degenkolb tijdens de zesde etappe.

 5  De negentiende etappe werd geannuleerd dus vonden er geen veranderingen in de klassementen plaats.

 6  Gedragen door de Brit Mark Cavendish tijdens de eenentwintigste etappe.

## Einduitslag

### Algemeen klassement
| Algemeen klassement |                    |                    |           |
| Plaats              | Naam               | Ploeg              | Tijd      |
| Roze trui           | Vincenzo Nibali    | Astana Pro Team    | 84u53'28" |
| 2                   | Rigoberto Urán     | Sky ProCycling     | + 4'43"   |
| 3                   | Cadel Evans        | BMC Racing Team    | + 5'52"   |
| 4                   | Michele Scarponi   | Lampre-Merida      | + 6'48"   |
| 5                   | Carlos Betancur    | AG2R-La Mondiale   | + 7'28"   |
| 6                   | Przemysław Niemiec | Lampre-Merida      | + 7'43"   |
| 7                   | Rafał Majka        | Team Saxo-Tinkoff  | + 8'09"   |
| 8                   | Beñat Intxausti    | Team Movistar      | + 10'26"  |
| 9                   | Domenico Pozzovivo | AG2R-La Mondiale   | + 10'59"  |
| 10                  | Franco Pellizotti  | Androni Giocattoli | + 11'35"  |
|                     |                    |                    |           |
| 16                  | Wilco Kelderman    | Blanco Pro Cycling | + 20'18"  |
| 20                  | Francis De Greef   | Lotto-Belisol      | + 33'20"  |

### Nevenklassementen
| Puntenklassement |                 |                        |        |
| Plaats           | Naam            | Ploeg                  | Punten |
| Rode trui        | Mark Cavendish  | Omega Pharma-Quickstep | 158    |
| 2                | Vincenzo Nibali | Astana Pro Team        | 128    |
| 3                | Cadel Evans     | BMC Racing Team        | 111    |
|                  |                 |                        |        |
| 41               | Pim Ligthart    | Vacansoleil-DCM        | 23     |
| 48               | Bert De Backer  | Argos-Shimano          | 20     |

| Bergklassement |                   |                           |        |
| Plaats         | Naam              | Ploeg                     | Punten |
| Blauwe trui    | Stefano Pirazzi   | Bardiani Valvole-CSF Inox | 82     |
| 2              | Giovanni Visconti | Team Movistar             | 45     |
| 3              | Vincenzo Nibali   | Astana Pro Team           | 45     |
|                |                   |                           |        |
| 10             | Pieter Weening    | Orica-GreenEdge           | 14     |
| 16             | Willem Wauters    | Vacansoleil-DCM           | 9      |

| Jongerenklassement |                 |                    |           |
| Plaats             | Naam            | Ploeg              | Tijd      |
| Witte trui         | Carlos Betancur | AG2R-La Mondiale   | 85u00'56" |
| 2                  | Rafał Majka     | Team Saxo-Tinkoff  | + 41"     |
| 3                  | Wilco Kelderman | Blanco Pro Cycling | + 12'50"  |
|                    |                 |                    |           |
| 12                 | Jens Keukeleire | Orica-GreenEdge    | +2u08'53" |

| Ploegenklassement |                 |            |
| Plaats            | Ploeg           | Tijd       |
|                   | Sky ProCycling  | 254u34'25" |
| 2                 | Astana Pro Team | + 4'29"    |
| 3                 | Team Movistar   | + 7'27"    |

## Trivia
- Voor de eerste maal in de Giro geschiedenis werden de tv-beelden in HD uitgezonden. De Italiaanse zender RAI deed hiervoor beroep op het Belgische bedrijf Alfacam, meer specifiek het onderdeel EuroLinX.[41]

1e etappe ·
2e etappe ·
3e etappe ·
4e etappe ·
5e etappe ·
6e etappe ·
7e etappe ·
8e etappe ·
9e etappe ·
10e etappe ·
11e etappe ·
12e etappe ·
13e etappe ·
14e etappe ·
15e etappe ·
16e etappe ·
17e etappe ·
18e etappe ·
19e etappe ·
20e etappe ·
21e etappe
Startlijst · Eindstanden · Afbeeldingen
 winnaars · 
roze trui · 
  puntenklassement · 
  bergklassement · 
 jongerenklassement · 
 intergiro · 
 ploegenklassement · 
 strijdlust · 
 zwarte trui
Giro d'Italia Next Gen · Giro Donne · Cima Coppi
 Belgische rozetruidragers · etappewinnaars
 Nederlandse rozetruidragers · etappewinnaars
Mannen:
1909 · 
1910 · 
1911 · 
1912 · 
1913 · 
1914 · 
1919 · 
1920 · 
1921 · 
1922 · 
1923 · 
1924 · 
1925 · 
1926 · 
1927 · 
1928 · 
1929 · 
1930 · 
1931 · 
1932 · 
1933 · 
1934 · 
1935 · 
1936 · 
1937 · 
1938 · 
1939 · 
1940 · 
1946 · 
1947 · 
1948 · 
1949 · 
1950 · 
1951 · 
1952 · 
1953 · 
1954 · 
1955 · 
1956 · 
1957 · 
1958 · 
1959 · 
1960 · 
1961 · 
1962 · 
1963 · 
1964 · 
1965 · 
1966 · 
1967 · 
1968 · 
1969 · 
1970 · 
1971 · 
1972 · 
1973 · 
1974 · 
1975 · 
1976 · 
1977 · 
1978 · 
1979 · 
1980 · 
1981 · 
1982 · 
1983 · 
1984 · 
1985 · 
1986 · 
1987 · 
1988 · 
1989 · 
1990 · 
1991 · 
1992 · 
1993 · 
1994 · 
1995 · 
1996 · 
1997 · 
1998 · 
1999 · 
2000 · 
2001 · 
2002 · 
2003 · 
2004 · 
2005 · 
2006 · 
2007 · 
2008 · 
2009 · 
2010 · 
2011 · 
2012 · 
2013 · 
2014 · 
2015 · 
2016 · 
2017 · 
2018 · 
2019 · 
2020 · 
2021 · 
2022 · 
2023 · 
2024 · 
2025
Vrouwen:
1988 · 
1989 · 
1990 · 
1991 ·
1992 ·
1993 · 
1994 · 
1995 · 
1996 · 
1997 · 
1998 · 
1999 · 
2000 · 
2001 · 
2002 · 
2003 · 
2004 · 
2005 · 
2006 · 
2007 · 
2008 · 
2009 · 
2010 · 
2011 · 
2012 ·
2013 · 
2014 ·
2015 ·
2016 ·
2017 ·
2018 ·
2019 ·
2020 ·
2021 ·
2022 ·
2023 ·
2024 ·
2025
 Tour Down Under · 
 Parijs-Nice · 
 Tirreno-Adriatico · 
 Milaan-San Remo · 
 Ronde van Catalonië · 
 E3 Harelbeke · 
 Gent-Wevelgem · 
 Ronde van Vlaanderen · 
 Ronde van het Baskenland · 
 Parijs-Roubaix · 
 Amstel Gold Race · 
 Waalse Pijl · 
 Luik-Bastenaken-Luik · 
 Ronde van Romandië · 
 Ronde van Italië · 
 Critérium du Dauphiné · 
 Ronde van Zwitserland · 
 Ronde van Frankrijk · 
 Clásica San Sebastián · 
 Ronde van Polen · 
  Eneco Tour · 
 Ronde van Spanje · 
 Vattenfall Cyclassics · 
 GP Ouest France-Plouay · 
 Grote Prijs van Quebec · 
 Grote Prijs van Montreal · 
 UCI Ploegentijdrit · 
 Ronde van Lombardije · 
 Ronde van Peking